# Pierre Fabre
Pour les articles homonymes, voir Pierre Fabre (homonymie) et Fabre.
Pierre Fabre, né le 16 avril 1926 à Castres (Tarn) et décédé le 20 juillet 2013 à Lavaur (Tarn),, est un pharmacien et homme d'affaires français, fondateur de l'un des trois plus grands groupes pharmaceutiques français, les Laboratoires Pierre Fabre.
En 1998, Pierre Fabre se diversifie dans le secteur des médias en créant la holding Sud Communication, ainsi que dans le rugby en faisant l'acquisition en 1989 du club Castres olympique. En 2013, sa fortune professionnelle est estimée à 1,2 milliard d'euros par le magazine Challenges, ce qui le classe à la 43e place au niveau national.

## Biographie

### Carrière dans l'industrie pharmaceutique
Pierre Fabre a étudié depuis son officine de Castres, achetée en 1959, située place Jean-Jaurès, les vertus du Ruscus aculeatus (petit houx, plante abondante dans la région castraise). 

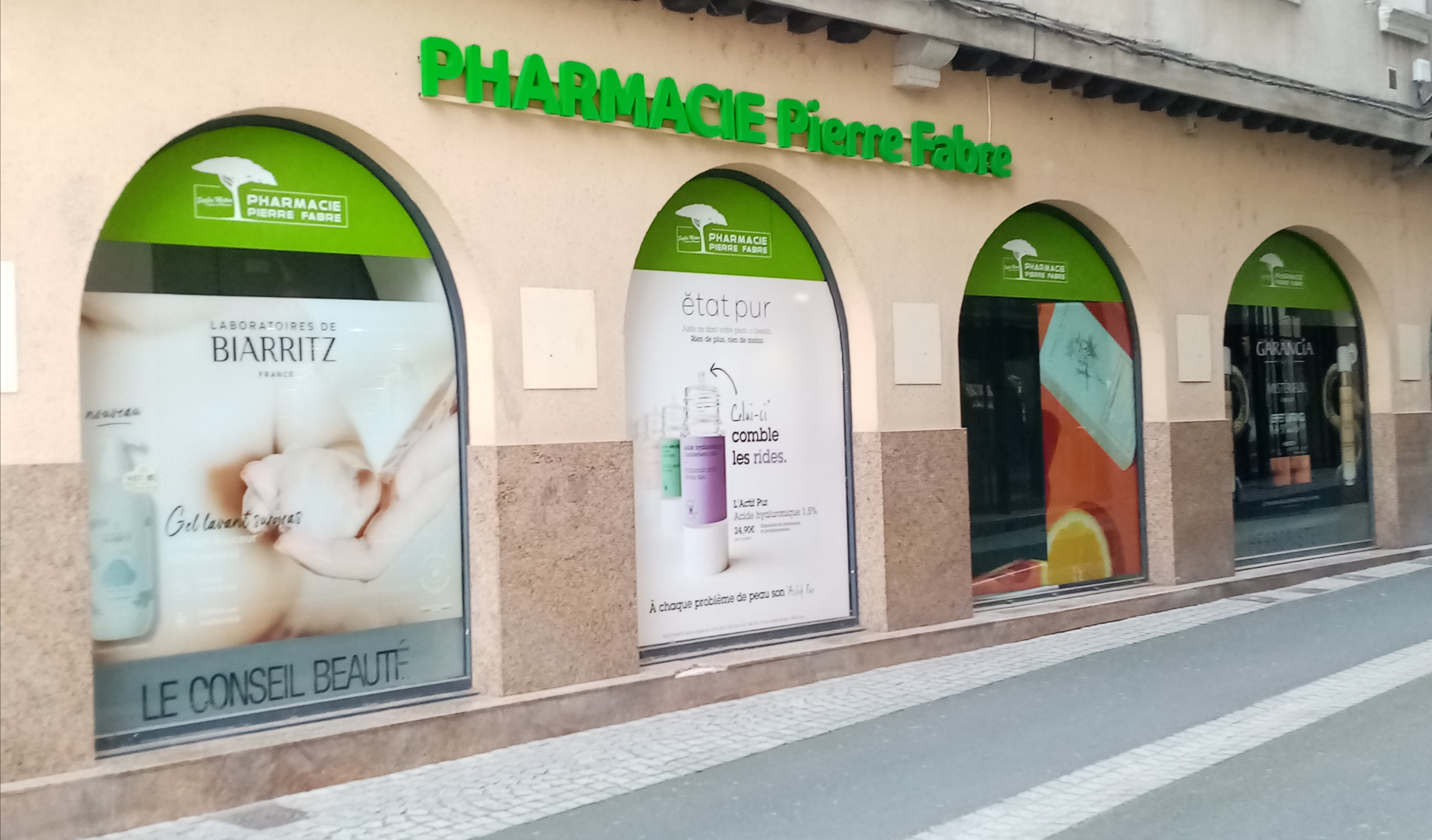
Pharmacie Pierre Fabre, place Jean-Jaurès. Castres.

Pierre Fabre fonde trois ans plus tard son laboratoire en 1962 en lançant le premier veinotonique d'origine naturelle, le Cyclo 3.
Il se renforce dans les produits de santé par l'acquisition en 1963 des laboratoires INAVA. Deux ans plus tard, il s'ouvre aux produits dermo-cosmétiques grâce à l'acquisition des laboratoires Klorane. Cette stratégie se poursuit et des marques prestigieuses de la pharmacie et de la para-pharmacie sont acquises par Pierre Fabre, parmi elles, Ducray en 1969 et René Furterer en 1978. Il crée par ailleurs la marque Galenic en 1977.
Pierre Fabre se développe à l'international, avec l'implantation de filiales en Espagne, en Italie et en Allemagne. Il renforce ainsi sa position en Europe. Il rachète également les laboratoires américains Genesis Pharmaceuticals en 2002 et en 2006, la société brésilienne Darrow Laboratorios, spécialisée dans les produits d'oncologie et de dermo-cosmétique.
La plupart de ses usines et de ses centres de décision sont situées dans le département du Tarn et en Midi-Pyrénées. Les laboratoires Pierre Fabre embauchent environ 10 000 salariés, dont 4 000 en France. Il est également propriétaire d'une source à Avène-les-Bains depuis les années 1970. C'est maintenant une station thermale reconnue et leader dans le domaine de la dermatologie. Il possède un centre d'immunologie à Saint-Julien-en-Genevois (Haute-Savoie).
Il a réglé la question de sa succession en confiant, en 2008, 71 % du capital de son groupe à une fondation reconnue d'utilité publique, la Fondation Pierre Fabre. Très présent dans l'entreprise, il suit de très près l'ensemble des activités de son groupe jusqu'à son décès.
Il présidait alors les Laboratoires Pierre Fabre et la Fondation Pierre Fabre. En 2012, il lui reste 29 % du capital de Pierre Fabre et 15 % des laboratoires Boiron[source insuffisante].
Il fut élevé en 2009 à la dignité de grand-croix de la Légion d'honneur.

### Mort et hommages
Pierre Fabre, mécène du Castres olympique (CO) depuis 1988, meurt des suites d'une longue maladie, en juillet 2013, dans sa résidence située à Lavaur un mois après le sacre du CO.
Les obsèques de Pierre Fabre se déroulent en la cathédrale Saint-Benoît de Castres (Tarn) en présence de sa famille, de personnalités du monde de la santé (Philippe Douste-Blazy ancien ministre de la Santé), de membres des laboratoires pharmaceutiques du groupe Fabre (Pierre-Yves Revol président du CO et dirigeant du groupe Fabre), du monde politique (Bernadette Chirac épouse de l'ancien président de la République, Pascal Bugis maire de Castres), du monde du rugby (Thomas Castaignède, etc.) et sont accompagnées d'hommages de la population locale.

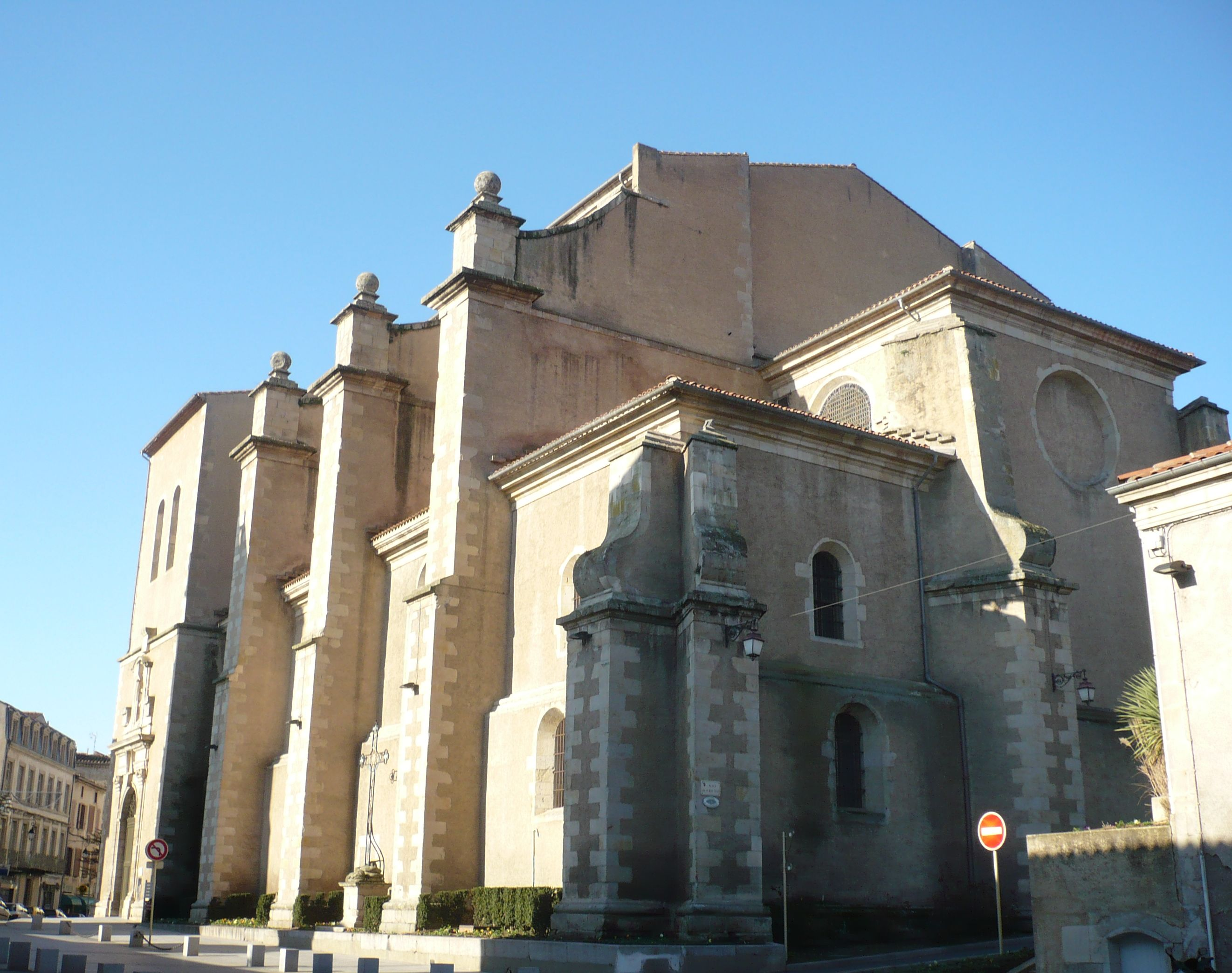
Cathédrale Saint-Benoît où se déroulèrent en 2013 les obsèques de Pierre Fabre.

Pierre Fabre repose dans le caveau familial au cimetière Saint-Roch situé à quelques mètres seulement du centre-ville de Castres.
De nombreux lieux à Castres, sa ville natale, sont rebaptisés afin rendre hommage à Pierre Fabre depuis son décès en 2013. D'abord, l'ancienne place de l'Albinque est devenue la place Pierre-Fabre. 

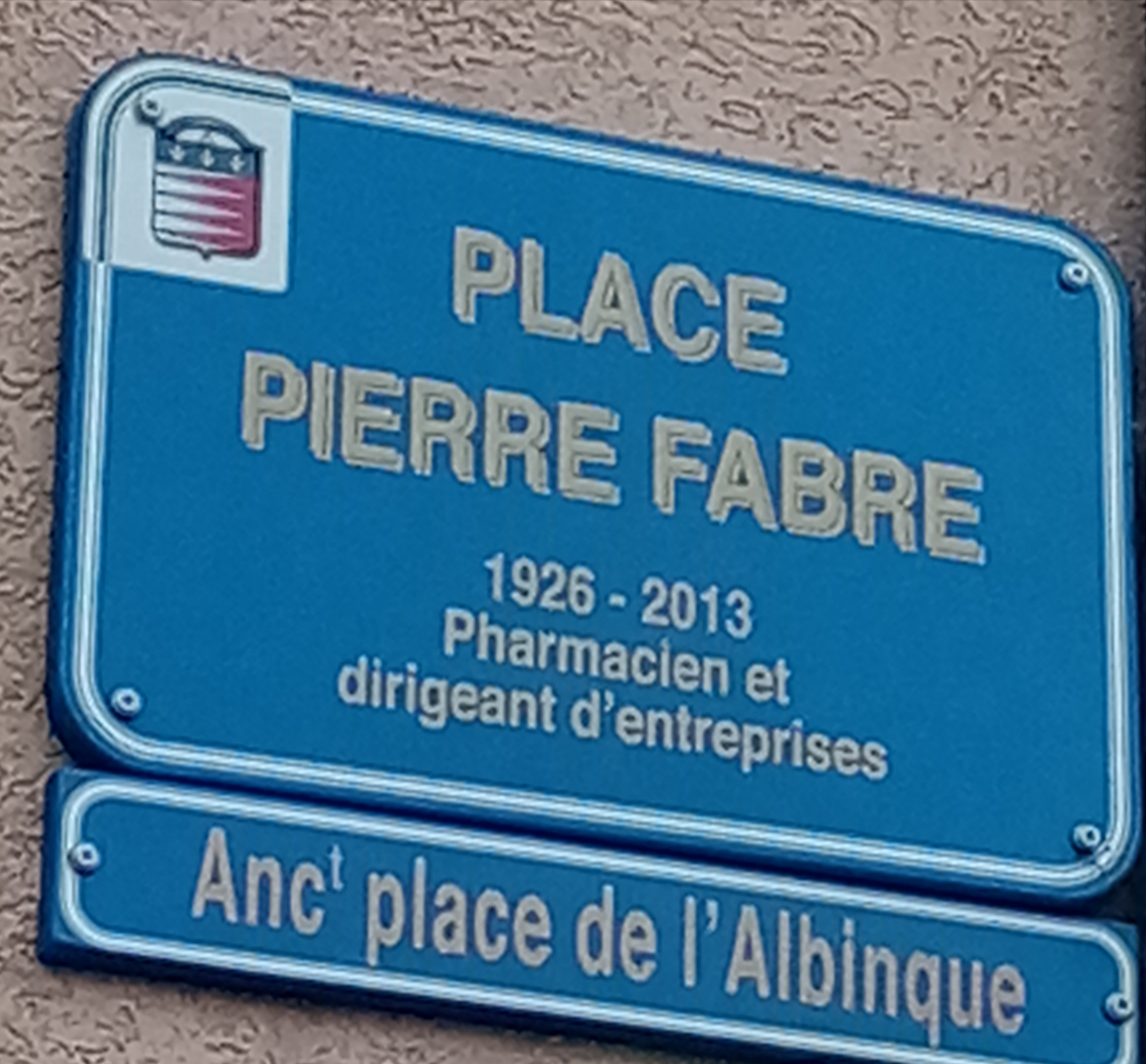
Plaque de la place Pierre Fabre.

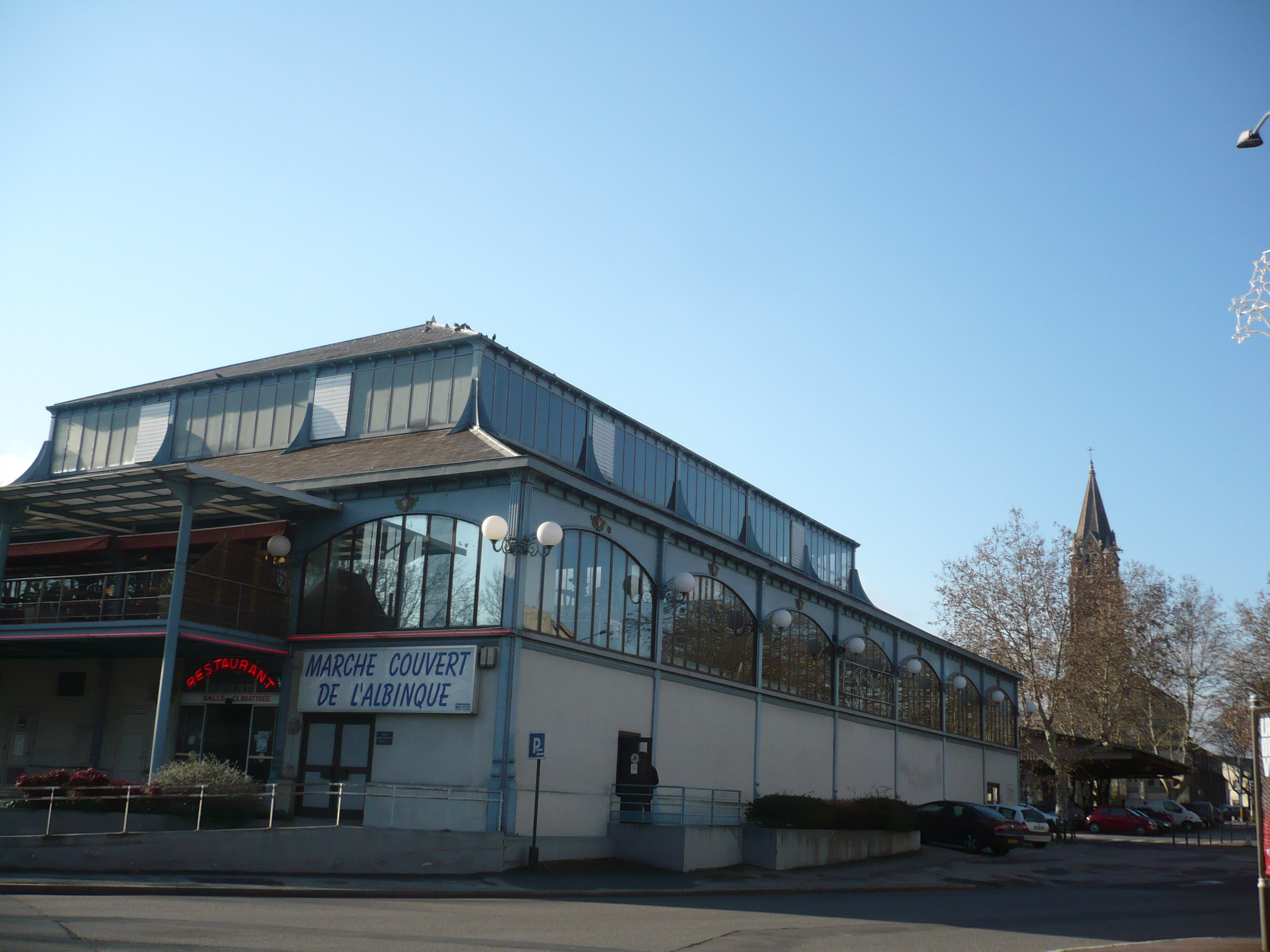
Place Pierre-Fabre avec sa halle, son marché et l'église St-Jean St-Louis.

Puis, le stade Pierre-Antoine est rebaptisé stade Pierre-Fabre en 2017. 

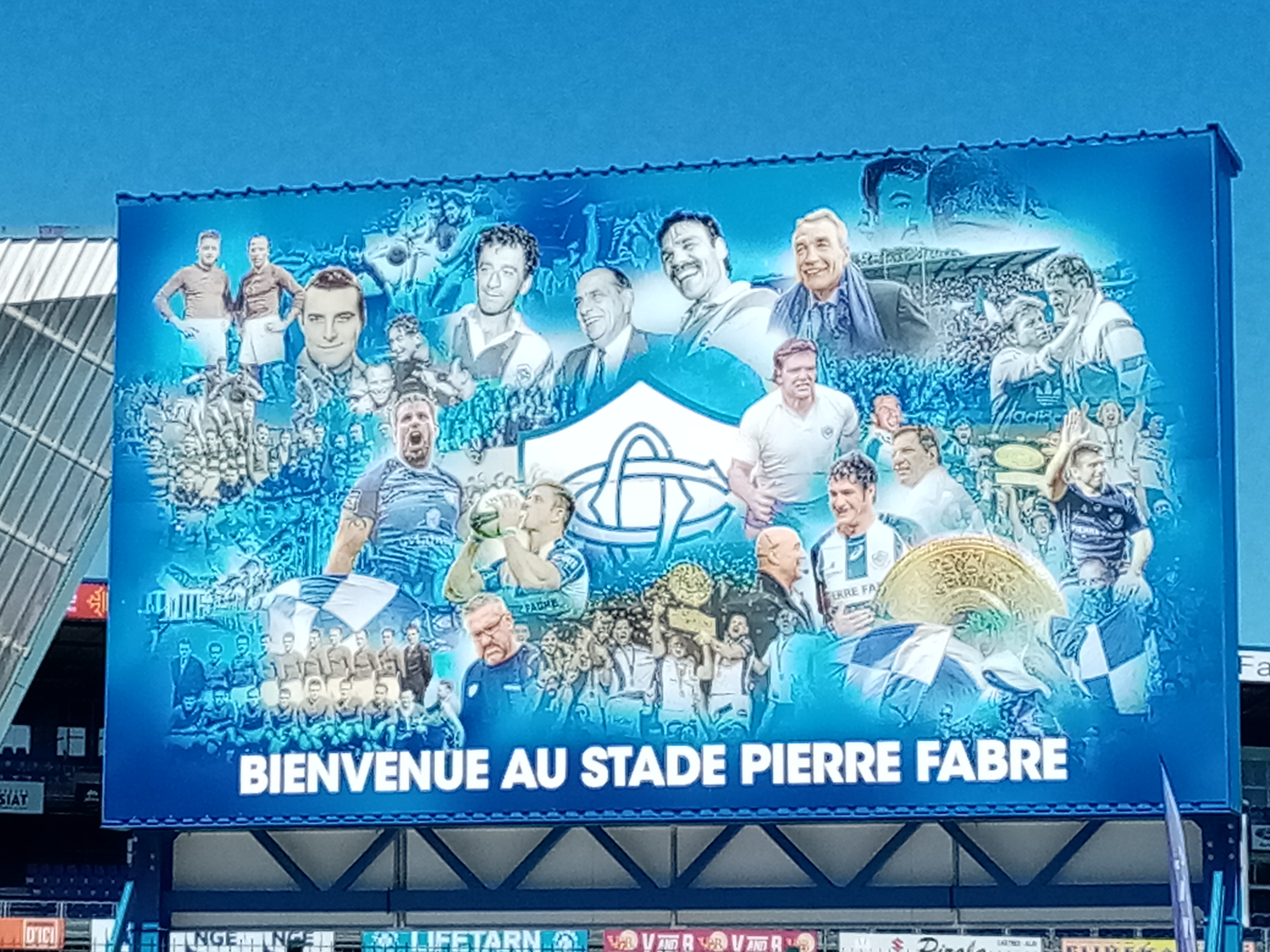
Bienvenue au stade Pierre-Fabre !

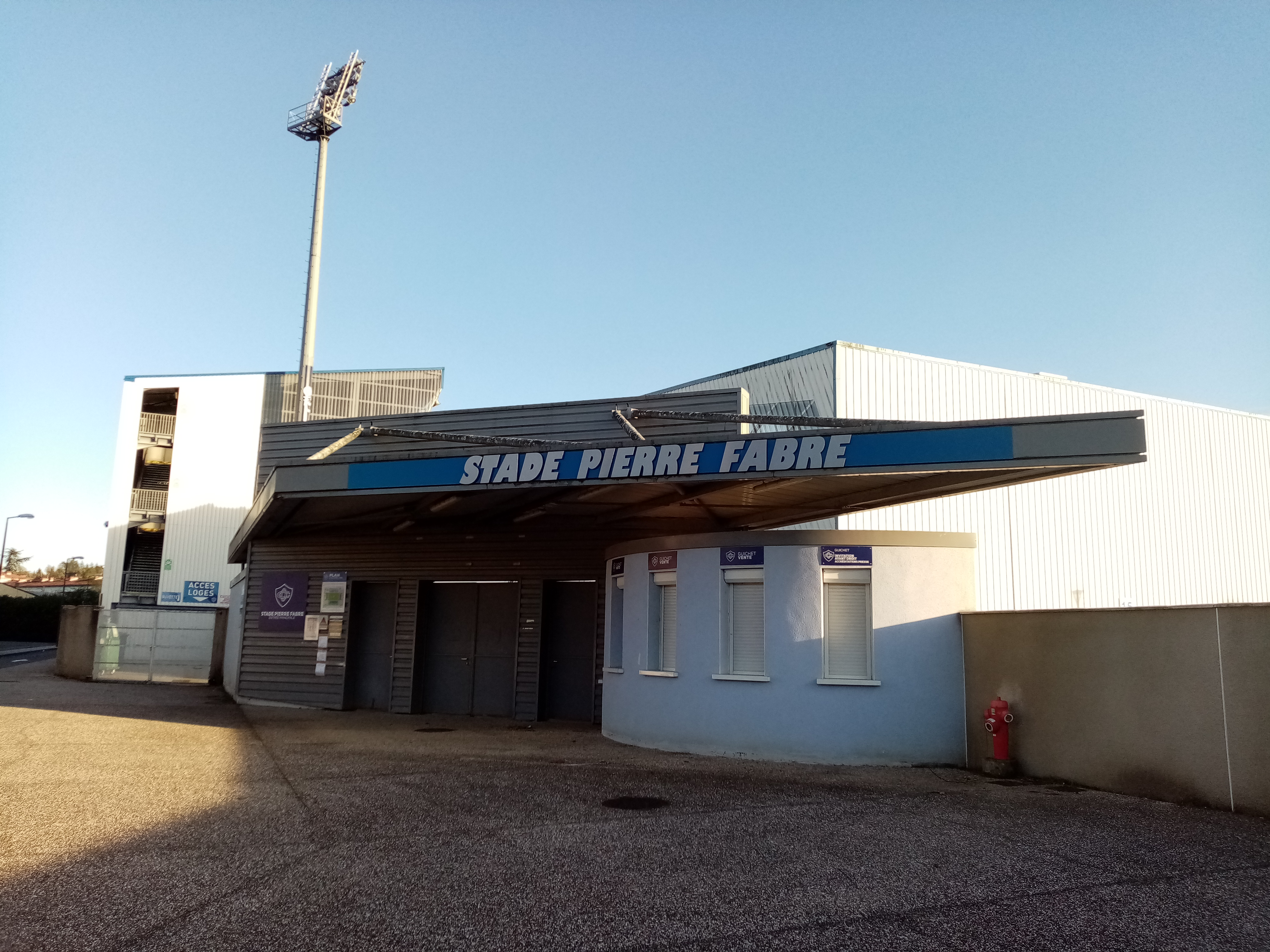
Entrée et guichets du stade Pierre-Fabre inauguré en 2017.

Enfin, une exposition au Musée Goya est consacrée en 2024 aux collections d'art de Pierre Fabre acquis aux ventes aux enchères selon ses goûts en matière de peintures (portraits, paysages, natures mortes).

## Autres acquisitions
Pierre Fabre effectue de nombreux investissements dans le domaine des médias. En effet, il était propriétaire, à titre personnel, d’un secteur presse et éditions, la holding Sud Communication, créée en 1998. Cette holding, dirigée par Pierre-Yves Révol, PDG délégué des laboratoires Pierre Fabre, détient notamment 15 % du capital du groupe Midi Libre et 6 % de La Dépêche du Midi. D'autres médias locaux ou nationaux viennent compléter la collection dont Valeurs actuelles, Le Spectacle du Monde, le quotidien L'Éveil de la Haute-Loire, La Gazette de la Loire, Tarn Infos, le Journal d'Ici, La Ruche, Le Réveil du Vivarais…
Il a également créé en 1999 la Fondation Pierre-Fabre, reconnue d’utilité publique, pour aider les pays en voie de développement à accéder aux médicaments de qualité et aux soins de première nécessité.
En 2001, la holding Sud Communication rachète l'agence photographique parisienne Sipa, créant la surprise générale. Elle est revendue en 2011 au groupe allemand Deutscher Auslands-Depeschendienst (DAPD).
Pierre Fabre s'intéresse à l'art et la culture, aux peintures de paysages, aux natures mortes, aux portraits. Il contribue notamment à l'achat de tableaux de grands peintres espagnols afin d'enrichir les collections du Musée Goya à Castres comme l'œuvre de Francisco Pacheco intitulée "Le Christ servit par des anges dans le désert". Il achète aussi de nombreuses peintures d'artistes français, espagnols, hollandais ou encore russes avec aussi des objets de pharmacopée (pots à pharmacie, fioles en verre et porcelaine) afin d'orner le domaine du Carla, lieu servant à inviter les partenaires du Groupe Pierre Fabre sur les hauteurs de Castres.

## Sports
Pierre Fabre était propriétaire du club de rugby Castres olympique depuis 1988. Le groupe Fabre est toujours propriétaire du CO aujourd'hui. 
Le Groupe Pierre Fabre contribue au succès du Castres olympique avec notamment 4 titres de champion de France en 1989 (Groupe B), en 1993 (lors d'une finale polémique,), en 2013 et en 2018 (Bouclier de Brennus). Le CO est aussi 3 fois vice-champion de France en 1995, en 2014 et en 2022.
En effet, c'est sous sa direction que le CO commence à se renforcer en recrutant notamment le troisième ligne centre australien Michael Cheika, le troisième ligne All Black Gary Whetton champion du monde 
en 1992. L'équipe castraise dont le capitaine Francis Rui arrive à maturité est alors en pleine ascension dans les années 1990.

## Décorations
- Grand-croix de la Légion d'honneur (2010)[9],[13]
- Officier de l'ordre de la Santé publique (1956)[14]